# جولیا دی آنجلیس
جولیا دی آنجلیس (انگلیسی: Julia De Angelis؛ زادهٔ ۸ سپتامبر ۱۹۹۷) بازیکن فوتبال اهل استرالیا است.